# 海子湖
海子湖是一个位于中国湖北省的湖泊。